# Fomes nigrolaccatus
Fomes nigrolaccatus är en svampart som först beskrevs av Mordecai Cubitt Cooke, och fick sitt nu gällande namn av Pier Andrea Saccardo 1888. Fomes nigrolaccatus ingår i släktet Fomes och familjen Polyporaceae.   Inga underarter finns listade i Catalogue of Life.